# جوزيف غارسيا
جوزيف غارسيا (بالإنجليزية: Joseph Garcia)‏ هو محامي أمريكي، ولد في 21 مارس 1957 في لافاييت في الولايات المتحدة.